# Josh Pence
Josh Pence est un acteur américain né le 8 juin 1982 à Santa Monica (Californie).

## Biographie
Depuis 2012, il est en couple avec l'actrice américaine Abigail Spencer[pas clair]. Depuis 2017, il partage la vie de la chanteuse et actrice américaine Amanda Michalka[pas clair].

## Filmographie

### Cinéma
- 2006 : Raisons d'État de Robert De Niro
- 2007 : Super Sweet 16 : Abercrombie
- 2009 : The Things We Cary : Lance
- 2010 : The Social Network de David Fincher : Tyler Winklevoss
- 2012 : The Dark Knight Rises de Christopher Nolan : Ra's al Ghul jeune
- 2012 : Battleship de Peter Berg : le chef Moore
- 2012 : Fun Size de Josh Schwartz : Keevin
- 2013 : Gangster Squad de Ruben Fleischer : Darryl Gates
- 2014 : Draft Day de Ivan Reitman : Bo Callahan
- 2016 : La La Land : Josh

### Télévision
- 2008 : Les Experts : Manhattan (Saison 4 épisode 15) : Un barman
- 2008 : Les Experts : Miami (Saison 7 épisode 6) : AJ Watkins
- 2010 : The Gates (Saison 1 épisode 7) : Henry
- 2011 : Parks and Recreation (Saison 3 épisode 10) : Cowboy
- 2015 : Revenge (4 épisodes) : Tony Hughes
- 2019 - 2024 : Good Trouble : Dennis Cooper